# Iris i Stanley
Iris i Stanley (títol original en anglès: Stanley & Iris) és una pel·lícula dels Estats Units de Martin Ritt estrenada el 1990, amb Jane Fonda i Robert De Niro de protagonistes. El guió de Harriet Frank Jr. i Irving Ravetch es basa en la novel·la de Pat Barker Union Street. La música original és composta per John Williams i la fotografia és de Donald McAlpine. Ha estat doblada al català.

## Argument[2]
Un cuiner analfabet que treballa en una cafeteria comercial intenta atreure l'atenció d'una jove vídua. A mesura que aprenen a conèixer-se un i l'altre, descobreix la seva incapacitat per llegir. Quan perd la seva feina, ella l'ensenya a llegir a la seva cuina cada vespre.

## Repartiment
- Robert De Niro: Stanley Cox
- Jane Fonda: Iris King
- Swoosie Kurtz: Sharon
- Martha Plimpton: Kelly
- Harley Cross: Richard
- Jamey Sheridan: Joe
- Feodor Chaliapin Jr.: Leonides Cox
- Zohra Lampert: Elaine
- Loretta Devine: Bertha
- Julie Garfield: Belinda
- Karen Ludwig: Melissa
- Kathy Kinney: Bernice
- Laurel Lyle: Muriel
- Mary Testa: Joanne
- Katherine Cortez: Jan

## Diferències amb la novel·la
La pel·lícula es basa en la novel·la anglesa de 1982  Union Street  escrita per  Pat Barker . La novel·la té lloc al Nord-est d'Anglaterra en els anys 1970, i conta la història de set dones de classe obrera que viuen totes al mateix carrer. Encara que l'adaptació cinematogràfica sigui sobretot una pel·lícula romàntica, la novel·la aborda temes tals com la prostitució, la violació, l'avortament i les malalties en fase terminal i és molt més fosca. Molts personatges que apareixen a la novel·la no apareixen a la pel·lícula.